# Darinaikanapalya, Gauribidanur
Darinaikanapalya là một làng thuộc tehsil Gauribidanur, huyện Kolar, bang Karnataka, Ấn Độ.